# 맥도날드화
맥도날드화(영어: McDonaldization)은 사회학자 조지 리처가 그의 책 《맥도날드 그리고 맥도날드화》에서 사용한 사회학적 용어로서, 문화가 패스트푸드 음식점과 같은 특징을 가질 때 발생한다고 설명하였다. 맥도날드화는 합리화의 전통적 사고방식에서 합리적 사고로의 전환, 그리고 과학적 경영의 재개념화라고 할 수 있다. Max Weber(막스 베버)가 변화하는 사회의 방향을 나타내기 위하여 관료제라는 개념을 사용하였다면, 리처는 패스트푸드 음식점이 현대사회의 패러다임을 더 잘 보여준다고 생각한 것이다. 현대 사회에서, 맥도날드화는 특히 문화의 한 부분으로서 많은 주목을 받고 있으며 세계적으로 동일화되어가고 있는 문화의 비교적 최근 개념을 설명해주고 있다. 맥도날드화의 과정은 패스트푸드 음식점의 원리가 미국 사회의 각 부분뿐만 아니라 세계도 지배해가고 있는 것으로서 요약될 수 있다.

## 관점
리처는 맥도날드화의 주요 구성요소로 다음과 같은 네 가지를 언급하였다.
- 효율성 – 업무를 달성하는 최적의 방법을 의미하는 것으로, Ritzer는 이 ‘효율성’에 관한 매우 구체적인 의미를 가지고 있다. 맥도날드의 고객을 예로 들면, 이것은 배고픔에서 배부름으로 가는 가장 빠른 방법인 것이다. 맥도날드화에서 의미하는 효율성은 어떤 기관의 모든 요소가 최단 시간을 위해 움직이는 것을 의미한다.
- 측정가능성 – 대상은 맛과 같은 주관적 요소가 아닌 판매량과 같은 객관적 요소로 평가되어야 한다. 맥도날드화는 양이 곧 질과 같으며 짧은 시간동안 고객에게 배달된 큰 양의 상품은 품질이 좋은 상품임을 의미한다. 이것은 사람들로 하여금 지불한 비용 대비 얼마를 얻는지를 측정할 수 있게 한다. 기관들은 고객들이 저비용으로 많은 양의 상품을 제공받았다고 믿기를 원하며, 노동자들은 그들의 일을 질이 아닌 얼마나 빨리 처리했는지로 평가받는다.

- 예측가능성 – 표준화되고 획일화된 서비스를 의미한다. 예측가능성이란 사람들이 어디를 가든 언제나 맥도날드로부터 똑같은 양의 상품과 서비스를 제공받는 것을 말하며, 이것은 맥도날드에서 일하는 노동자들에게도 적용된다. 이러한 작업은 굉장히 반복적이고 정형화되어있으며 예측가능하다.

- 통제 – 표준화되고 획일화된 고용자들로 이들은 기술에 의해 대체될 수 있는 인간을 의미한다.

위에서 언급한 패스트푸드 산업의 네 개의 요소들로 인해, 좁게 볼 때 이성적인 이 전략들은 해롭고 비이성적인 결과를 가져올 수도 있다. 이러한 과정들이 사회의 다른 부분들로 퍼져 나가면서 근대 사회의 새로운 사회적 문화적 특징들이 만들어졌다. 예를 들어, 맥도날드는 사회와 소비형태에 있어 획일적인 문화의 동일화를 만들어냈다.

## 합리성의 불합리성
리처는 맥도날드화의 다섯 번째 관점으로 합리성의 불합리성을 언급하면서 “더 구체적으로, 불합리성은 합리적 체계가 불합리적으로 조직되어있다는 것인데, 이것은 그들이 거기서 일하는 사람이나 서비스를 제공받는 사람들의 기본적인 인권을 부정하고 있다는 것을 의미한다” 라고 하였다.
리처는 그의 책 “맥도날드 그리고 맥도날드화”의 두 번째 장(맥도날드화의 과거와 현재, 그리고 미래 : 철기 동굴에서부터 패스트푸드 음식점 그것을 넘어서)에서 이것을 소개하였다. 그는 “관료제는 그 장점에도 불구하고 합리성의 불합리성에 의해 고통 받고 있다. 패스트푸드 음식점처럼, 관료제는 일하고 서비스를 제공받는 데 비인간적인 공간이 될 수 있다”고 지적하였다. 간단히 말해서 이것은 사람이 언제나 사람대접을 받는 체계는 아니라는 것이다.

## 탈맥도날드화
많은 회사들은 맥도날드화가 의미하는 합리성을 부정하기 위해 노력해왔다. 그들은 양보다는 질에 초점을 맞추고 서비스와 상품의 예측 불가능성을 즐기며 외부의 통제 없이 숙련된 노동자들을 고용하였다. 맥도날드화의 움직임을 늦추고 지역문화의 전통적 가치를 살리기 위한 전 국민적 저항운동도 일어났다.
리처의 책 ‘맥도날드 그리고 맥도날드화’에서 그는 패스트푸드 음식점을 통해 바라본 현대사회에 대하여 저술하였다. Hannah Arendt(한나 아렌트)는 맥도날드화가 만든 환경에 대한 부정적인 관점을 제공한 또 한명의 정치이론가이다. 그녀는 그녀의 논문 ‘Eichmann in Jerusalem: A Report on the Banality of Evil’(예루살렘의 아이히만: 악의 평범성에 관한보고)에서 합리성으로 인해서 무너지는 인간 세계를 지적하였다. 그녀는 탈 맥도날드화의 입지가 커질 수 있도록 인간적 통찰력이 필요함을 간접적으로 강조하였다. Pippa Norris와 Ronald Inglehart는 그들의 책 ‘Cosmopolitan Communications: Cultural Diversity in a Globalized World’(범세계적 의사소통: 글로벌세계에서 문화적 다양성)에서 세계화의 모습에서 남아있는 국가적 문화의 잔재를 찾으며 맥도날드화가 실제로 일어나고 있는지 의문을 가졌다.
또한 몇몇의 지역 연구들은 맥도날드의 합리적 모델이 어떻게 각 지역의 기호에 적응하고 그 기존의 상품들을 줄여왔는지를 보여준다. 실제로, 회사가 지역 조건에 더 맞출수록 미국 상품이 갖는 특정한 매력은 잃게 될 것이고, 결국 맥도날드는 세방화에 기여하는 하나의 요소가 될 것이다.

## 맥도날드화의 사례
리처는 제품의 맛에 있어서 방어적이고 사소한 정보만을 제공하는 정크 저널리즘(Junk-journalism)을 맥도날드화의 사례로 들고 있다.
그는 이 외에도 모든 취향을 만족시키기 위해 작업속도에 기반을 둔 학위를 제공하는 McUniversities의 사례를 들었다. 하지만 이러한 제품 품질 저하가 무분별한 광고로 포장될 수 있다고 지적하였다.

## 맥도날드의 반박
영국 맥도날드 대표에 따르면 맥도날드는 기업의 규모와 브랜드 가치를 이용한 홍보는 기업관례에 벗어나지 않는 선에서 진행하고 있다고 주장했다.

## 맥도날드화와 교육
맥도날드화 현상의 예는 서구의 국가와 그 외 국가들의 교육 분야에서도 찾아볼 수 있다. Slater는 페루의 교실 크기, 배치, 교육학이 지식전달의 효율성을 중요시 한 미국의 경우와 유사하다고 주장한다. 이러한 교육 분야에서의 맥도날드화는 창의적이고 독창적인 인재를 교육시키는데 걸림돌로 작용할 것이라고 지적한다.

## 같이 보기
- 렉서스와 올리브나무
- 문화 세계화
- 미국화
- 슈퍼 사이즈 미
- 세계화
- 포드주의
- 패스트푸드 네이션
- 패스트푸드의 제국